# ريكاردو ماسبيرو
ريكاردو ماسبيرو (بالإيطالية: Riccardo Maspero)‏ (19 فبراير 1970 بلودي في إيطاليا - ) هو مدرب كرة قدم ولاعب كرة قدم إيطالي في مركز الوسط. شارك مع منتخب إيطاليا تحت 21 سنة لكرة القدم. أما مع النوادي، فقد لعب مع فيورنتينا ونادي بيروجيا ونادي تورينو ونادي ريجيانا 1919 ونادي سامبدوريا ونادي فاريسي ونادي فيتشينزا ونادي كريمونيسي ونادي ليتشي وايه سي فانفولا 1874.